# ديفيد إتش. أرمسترونغ
ديفيد إتش. أرمسترونغ هو سياسي أمريكي، ولد في 21 أكتوبر 1812 في نوفا سكوشا في كندا، وتوفي في 18 مارس 1893 في سانت لويس في الولايات المتحدة. نشط حزبياً في الحزب الديمقراطي. وقد انتخب عضو مجلس الشيوخ الأمريكي ‏ عن دائرة Missouri Class 3 senate seat ‏ وقد انضم خلال فترته النيابية ‏ (29 سبتمبر 1877 – 26 يناير 1879) للكتلة البرلمانية الحزب الديمقراطي وانتخب عضو مجلس الشيوخ الأمريكي ‏.